# Droga wojewódzka nr 461
Droga wojewódzka nr 461 (DW461) – droga wojewódzka o długości 15 km, leżąca na obszarze województwa opolskiego. Trasa ta łączy miejscowość Kup z Jełową. Droga leży na terenie powiatu opolskiego.

## Miejscowości leżące przy trasie DW461
- Kup
- Brynica
- Łubniany
- Dąbrówka Łubniańska
- Jełowa